# Vena oblicua de la aurícula izquierda
La vena oblicua del atrio izquierdo (vena de Marshall) es un pequeño vaso sanguíneo que desciende en diagonal desde la parte posterior del atrio izquierdo y se junta con la vena cardíaca magna para formar el seno coronario. La vena es corta (2-3 cm) y se encuentra obliterada hasta en el 12% de los pacientes.
Esta vena es un remanente de la vena cava superior izquierda que desciende a lo largo de la pared lateral e inferior de la aurícula izquierda, más específicamente entre el apéndice auricular izquierdo y la vena pulmonar superior izquierda. La protuberancia lateral izquierda es la contraparte endocárdica de la vena de Marshall y un objetivo durante la ablación de fibrilación auricular. Se integra al sistema venoso cardiaco entre la unión del seno coronario y la gran vena cardiaca. Cuando está permeable, se encuentra a 2,5 cm desde el ostium del seno coronario.  La actividad eléctrica de esta estructura puede ser registrada desde el aspecto endocárdico de la aurícula izquierda o tejido circundante.
La histología ha determinado que existen conexiones de fibras musculares que cruzan la vena para conectarla con el la protuberancia, la pared libre de la aurícula izquierda, el seno coronario y la vena pulmonar superior izquierda. También se han documentado características electrofisiológicas en sus conexiones que sirven como puentes a otras estructuras sin necesidad de la aurícula izquierda. Esto permite el inicio de arritmias por medio de macrorreentradas e incluso provee de conexión epicárdica entre la vena pulmonar y la aurícula izquierda a través del seno coronario, que en muchas ocasiones hace fallido el aislamiento de las venas pulmonares. Nervios simpáticos de la cadena cervical media y del ganglio estrellado pasan por el ligamento de Marshall para inervar el ventrículo izquierdo. Otras fibras parasimpáticas del nervio vago inervan por medio del ligamento la aurícula izquierda, las venas pulmonares izquierdas, el seno coronario y la grasa posterior del atrio izquierdo. Estas fibras colinérgicas contribuyen al perfil electrofisiológico de esta estructura.